# Яник (округ Кошиці-околиця)
Янік (словац. Janík) — село в окрузі Кошиці-околиця Кошицького краю Словаччини. Площа села 19,87 км². Станом на 31 грудня 2016 року в селі проживало 633 жителі. Протікає річка Конотопа.
Перед в'їздом до села протікає річка Іда. Протікає Болотяний потік.

## Історія
Перші згадки про село датуються 1285 роком.

## Населення
| Рік:            | 1994. | 2004.   | 2014.   | 2024.   |
| --------------- | ----- | ------- | ------- | ------- |
| Кількість осіб: | 537   | 569     | 621     | 600     |
| Різниця:        |       | +5,95 % | +9,13 % | -3,38 % |

| Рік:            | 2023. | 2024.   |
| --------------- | ----- | ------- |
| Кількість осіб: | 609   | 600     |
| Різниця:        |       | -1,47 % |